# Ferdinand Devèze
Pour les articles homonymes, voir Devèze.
Ferdinand Devèze, né le 23 juin 1932 à Châtel-Guyon (Puy-de-Dôme) et mort le 5 février 1999 à Marseille,, est un coureur cycliste français, professionnel de 1955 à 1959.

## Palmarès
- 1952
  - 3e du Grand Prix de Cours-la-Ville
  - 3e du Grand Prix de Châtel-Guyon
- 1954 
  - Champion d'Auvergne
  - Grand Prix de Châtel-Guyon
  - 3e du Grand Prix d'Issoire
- 1955 
  - Champion d'Auvergne
  - Circuit du Cantal :
    - Classement général
    - 1re étape

  - 3e du Grand Prix de Châtel-Guyon
- 1956
  - Circuit Drôme-Ardèche
  - 1re étape du Grand Prix d'Eibar
  - Grand Prix de Châtel-Guyon
- 1957
  - 6e étape du Tour des Provinces du Sud-Est
  - 5e étape du Tour de Côte d'Ivoire
  - 2e du Tour de Côte d'Ivoire
  - 3e du Circuit d'Auvergne
- 1958
  - 3e du Circuit d'Auvergne
  - 3e du Grand Prix Philips
- 1960
  - 3e du Grand Prix des chaussures Léon Daniel
- 1961
  - Circuit des Monts du Livradois
  - 3e du Grand Prix des chaussures Léon Daniel

### Résultats sur les grands tours

#### Tour de France
1 participation
- 1957 : abandon (2e étape)